# Echinodium prolixum
Echinodium prolixum är en bladmossart som beskrevs av Brotherus 1909. Echinodium prolixum ingår i släktet Echinodium och familjen Echinodiaceae. Inga underarter finns listade i Catalogue of Life.